# Cebrio fossulatus
Cebrio fossulatus is een keversoort uit de familie Cebrionidae. De wetenschappelijke naam van de soort is voor het eerst geldig gepubliceerd in 1865 door Perris.